# Osica de Sus
Osica de Sus – wieś w Rumunii, w okręgu Aluta, w gminie Osica de Sus. W 2011 roku liczyła 3059 mieszkańców.